# Morwennius
Morwennius là một chi bướm đêm thuộc họ Sphingidae.

## Các loài
- Morwennius decoratus - (Moore, 1872)